# 1-я мотострелковая дивизия
1-я мотострелковая дивизия — воинское соединение (мотострелковая дивизия) РККА ВС Союза ССР, до и во время Великой Отечественной войны.
Период вхождения в состав Действующей армии: 28 июня — 18 августа 1941 года.

## История
7 декабря 1939 года 1-я стрелковая дивизия (формирования 1939 года) согласно директиве Народного комиссара обороны Союза ССР № 4/2/54081 переформировывается в 1-ю моторизованную дивизию. На формирование ее 12-го танкового полка обращалась 47-я легкотанковая бригада Т-26.
С марта по май 1940 года соединение первым в РККА получило порядка 255 быстроходных танков нового типа — БТ-7М. В июне 1940 года дивизия передислоцируется в Белорусский особый военный округ, где вошла в состав 3-го кавалерийского корпуса 3-й армии. Практически в то же время дивизия начала подготовку к Прибалтийской кампании.

### Прибалтийская кампания
С июня по август 1940 года дивизия участвовала в Прибалтийской кампании. 7 июня дивизия была включена в состав 11-й армии Белорусского военного округа и начала передислокацию по железной дороге из Алабинских лагерей (расположение на карте) в район города Полоцк. Однако не закончив сосредоточения, в течение 12 — 13 июня совершила 160 км марш и к исходу 13 июня сосредоточилась в районе южнее Видзы. К исходу 14 июня после 40 км марша сосредоточилась западнее Видзы и заняла положение на границе с Литвой.
15 июня перешла границу с Литвой без боя и, совершив марш 180 км, к исходу дня 16 июня сосредоточилась в районе города Паневежис. 14 июля операция была завершена и, получив директиву об отправке в пункт постоянной дислокации в Московский военный округ, совершила 200 км марш в район города Двинск (Латвия), для погрузки в воинские поезда. К 3 октября дивизия возвратилась к месту постоянной дислокации.

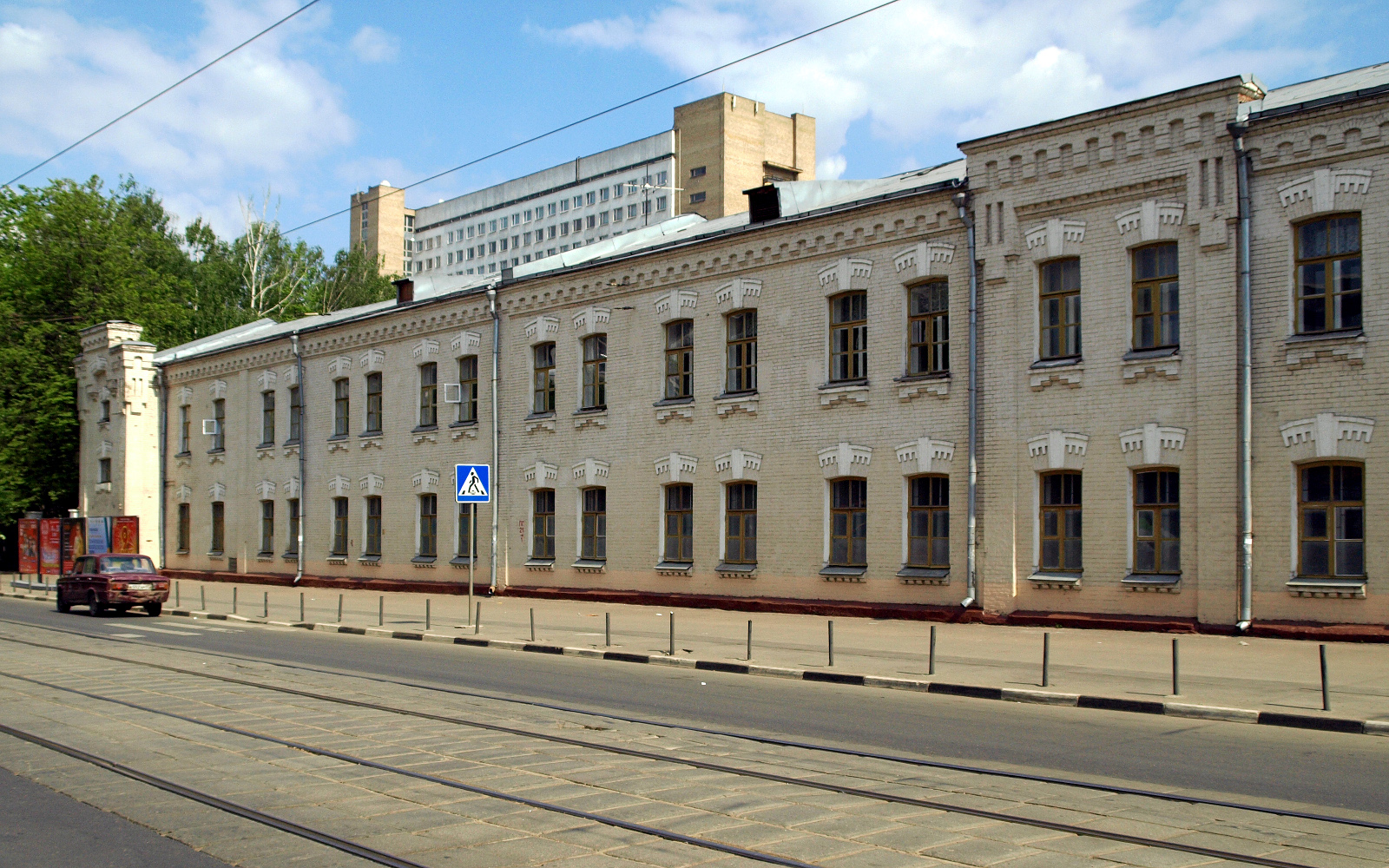
Красногвардейские казармы (ныне Военный университет Министерства обороны Российской Федерации)

Дивизия вошла в состав формировавшегося с июля 1940 года 7-го механизированного корпуса Московского военного округа. Дислоцировалась в Москве (летние лагеря — деревня Алабино Наро-Фоминского района Московской области), части дивизии размещались в Красногвардейских, Чернышевских, Красноперекопских казармах, Всехсвятском казарменном комбинате, а 12-й танковый полк — в Наро-Фоминске.
- Красногвардейские (Астраханские) казармы — ул. Волочаевская, д. 3; ныне — Военный университет Министерства обороны Российской Федерации;
- Чернышевские (Александровские) казармы — ул. Павловская, д. 8/4;
- Красноперекопские казармы — ул. Садово-Спасская, д. 1/2;
- См. также: Исторические казармы Москвы.

5 мая 1941 года части дивизии вышли в Алабинские лагеря для проведения летних учений и сборов. По планам предвоенных дней соединения 7-го механизированного корпуса должны были сосредоточиться в районе Орши в период с 24 — 28 июня по 3 — 5 июля 1941 года, поступив в состав 20-й армии Резерва Главного Командования.

### Великая Отечественная война
Участвует в Великой Отечественной войне с 24.06.1941 года. В составе 20-й армии Западного фронта вела бои от реки Березина до ст. Кардымово. Важнейшие операции — бои за Борисов, Толочино, Орша, удар в тыл танковой группы Гудериана в районе Чирино (положение на карте) — Горки (положение на карте).
23 июня 1941 года части дивизии были пополнены личным составом и боевой техникой до штата военного времени — 10831 чел. На 24 июня в дивизии было 10955 человек, 229 танков (205 БТ-7М и 24 Т-37/Т-38), а также 39 бронеавтомобилей, 1202 автомобиля и 10 тракторов (по списку числилось 205 БТ-7М, 15 Т-37 и 15 Т-38, 28 БА-10 и 29 БА-20). Артиллерийским вооружением была оснащена практически по штату: по 8 76-мм полковых и дивизионных (Ф-22 УСВ) пушек, 16 122-мм и 12 152-мм гаубиц, 30 45-мм ПТО, 4 37-мм и 8 76-мм зенитных орудий, 12 82-мм и 54 50-мм минометов. 1 июля, находясь в районе Орши, дивизия получила 10 танков КВ-1. 
23 июня командир дивизии полковник Я. Г. Крейзер получил приказ с 24 июня выдвинуться из Алабинских лагерей по маршруту Москва—Вязьма—Смоленск—Борисов и согласно предвоенным планам занять оборону на рубеже реки Березина для недопущения прорыва войск противника в направлении Борисова и Орши. Согласно приказу 24 июня части дивизии приступили к переброске: 12-й танковый полк, 13-й артиллерийский полк по железной дороге, а 6-й мотострелковый полк, 175-й мотострелковый полк и спецчасти — автотранспортом. С 26 по 30 июня части дивизии сосредотачивались в районе Орши и проводили инженерное оборудование своего рубежа обороны.
Однако 29 июня обстановка сильно изменилась, и дивизии было приказано переместиться в район города Борисов, где в дальнейшем она действовала вне связи с управлением 7-го механизированного корпуса. 30 июня дивизия совершила 130-й км марш-бросок и к 12:00 вышла в район Борисова на реке Березина, где приняла своё боевое крещение и в течение 1—4 июля вела ожесточённые бои за Борисов.
Сорвав планы противника с ходу форсировать реку Березину в районе Борисова, части дивизии в течение полусуток удерживали переправу. По советским данным, потери немецкой 18-й танковой дивизии 47-го моторизованного корпуса, которая прорвалась через невзорванный мост через Березину, составили 1 июля — 15 танков и 2 июля — 13 танков. В бою был ранен и вывезен в тыл танкистами будущий Герой Советского Союза, испанец, командир пулемётного взвода 175-го мотострелкового полка младший лейтенант Рубен Руис Ибаррури. Подвиг совершил батальон старшего лейтенанта А. Д. Щеглова (недоступная ссылка): бойцы, молча с винтовками наперевес, бросились в штыковую атаку. Немецкая пехота, сопровождавшая танки разбежалась. Танки же были подожжены бутылками с зажигательной смесью, которыми были вооружены советские стрелки.
Тем не менее, к исходу 2 июля немецкая 18-я танковая дивизия расширила предмостный плацдарм в глубину до 8 км и по фронту до 12 км, и части Московской дивизии вынуждены были отойти.
3 июля по приказу командующего 20-й армией П. А. Курочкина 1-я Московская мотострелковая дивизия нанесла контрудар вдоль шоссе на Борисов: вдоль автострады выдвинулся 12-й танковый полк, усиленный ротой тяжёлых танков КВ-1, а с флангов наступали мотострелки. В районе Немоница (положение на карте), Стайки (положение на карте) произошёл крупный танковый бой, в котором приняли участие свыше 200 танков с обеих сторон. По советским данным, вермахт потерял до 60-70 танков. Однако и потери Московской дивизии оказались значительны, в том числе, из-за активных действий немецкой авиации. Советские танкисты и мотострелки потеснили противника к переправам, но выбить противника с Борисовского плацдарма и ликвидировать прорыв не смогли. На следующий день Московская дивизия перешла к подвижной обороне, отступив на рубеж реки Нача. Командующий немецкой 2-й танковой группой генерал-полковник Г. Гудериан писал в своих мемуарах:

Атаки были отбиты с большими потерями для русских; 18-я танковая дивизия получила достаточно полное представление о силе русских, ибо они впервые применили свои танки Т-34, против которых наши пушки в то время были слишком слабы.
В течение недели, до 10 июля, дивизия отступала с боями вдоль шоссе Москва-Минск по направлению к Орше, сдерживая продвижение 18-й танковой дивизии вермахта к Смоленску. Когда 6 июля части вермахта овладели городом Толочин, было принято решение ударом выбить их из этого города. Силами 6-го и 175-го мотострелковых и 12-го танкового полков 1-й мотострелковой дивизии была разбита автоколонна противника, и город был очищен от немецких войск.
По воспоминаниям фельдфебеля Мирзева, следовавшего в составе колонны немецкой 18-й танковой дивизии:

Внезапно появились они. Мы издали услышали гул двигателей, но все равно опоздали. Советские танки Т-26 и Т-34, ведя непрерывный огонь, продвигались параллельно нашей колонне. Уже через несколько секунд начался ад кромешный. Следовавшие в центре колонны три грузовика с боеприпасами взлетели на воздух. Жуткий взрыв разметал во все стороны их обломки. … Никогда не забыть, как вопили несчастные лошади, попадавшие под гусеницы танков. Автоцистерна с горючим взорвалась, подняв огромный ярко-оранжевый гриб. Один из Т-26, совершая манёвр, оказался слишком близко от неё и тут же в одно мгновение сам превратился в пылающий факел. Царила ужасающая неразбериха. … Помню, как вопили раненые, но недолго — пока один русский танк не проехал по ним гусеницами.

По советским данным, немцы потеряли 200 человек убитыми, взято в плен 800 солдат и офицеров, захвачено 350 автомобилей и знамя 47-го моторизованного корпуса.
За время противостояния 18-й танковой дивизии и 1-й мотострелковой дивизии войска второго стратегического эшелона РККА успели занять оборону по Днепру. Эти бои являются примером успешной подвижной обороны в начальный период Великой Отечественной войны.
11 июля выведена в резерв 20-й армии, и сосредоточена в лесу, в 10-15 км севернее Орши для отражения возможного удара противника со стороны Витебска. Однако в тот же день полковник Я. Г. Крейзер получил другую задачу — переправиться на восточный берег Днепра с тем, чтобы с утра 12 июля во взаимодействии с 61-м стрелковым корпусом нанести удар на Копысь и ликвидировать немецкий плацдарм, захваченный на Днепре.
12 июля, выехав к командиру соседней 18-й стрелковой дивизии, Я. Г. Крейзер попал под налёт люфтваффе, был ранен осколком бомбы в руку и эвакуирован в Московский главный военный госпиталь. Временно командование дивизией принял заместитель по строевой части полковник В. А. Глуздовский.
С 12 по 14 июля дивизия вела бои с противником в районе Орши, и в итоге оказалась полностью в окружении. Передовые подразделения 18-й немецкой танковой дивизии, встретив упорное сопротивление Московской дивизии на шоссе Горки-Орша у Пригуски (положение на карте) и Добрынь (положение на карте), совершили обходной манёвр и, обойдя Добрынь с востока, вышли на южный берег Днепра у Ляды и Дубровно и завязали бои в городских кварталах Орши. Утром 14 июля Московская дивизия оказалась в полном окружении, связь с тылами прервалась. Более 10 дней с 14 по 25 июля дивизия вела бои в тылу противника. Последний сильный удар дивизия нанесла у Добрынь по тылам 18-й танковой дивизии. К исходу 25 июля остатки дивизии (около 1500 бойцов) вышли к частям 61-го стрелкового корпуса в районе Могилёва, который сам находился в окружении.
25-26 июля прикрывала отход 61-го стрелкового корпуса, а 27 июля сама начала выход из окружения. При прорыве из окружения учебный батальон 6-го мотострелкового полка капитана П. И. Шурухина (будущего дважды Героя Советского Союза), около 300 человек, был отрезан на переправе через реку Проня, и после неудачных попыток вырваться к своим приступил к партизанской борьбе. К 30 июля дивизия практически полностью уничтожена в районе Могилёва: в лесном бою остатки дивизии были рассечены надвое, 175-й и 6-й полки прорывалась из окружения самостоятельно.
26 июля приказом Военного совета 20-й армии началось восстановление 1-й мотострелковой дивизии: из вышедших из окружения разрозненных групп и тылов сформирован новый 175-й полк (командир — подполковник Г. И. Бычков), а из 109-й моторизованной дивизии был передан 602-й мотострелковый полк. Исполняющим обязанности командира дивизии назначен майор Д. Ф. Михайловский.

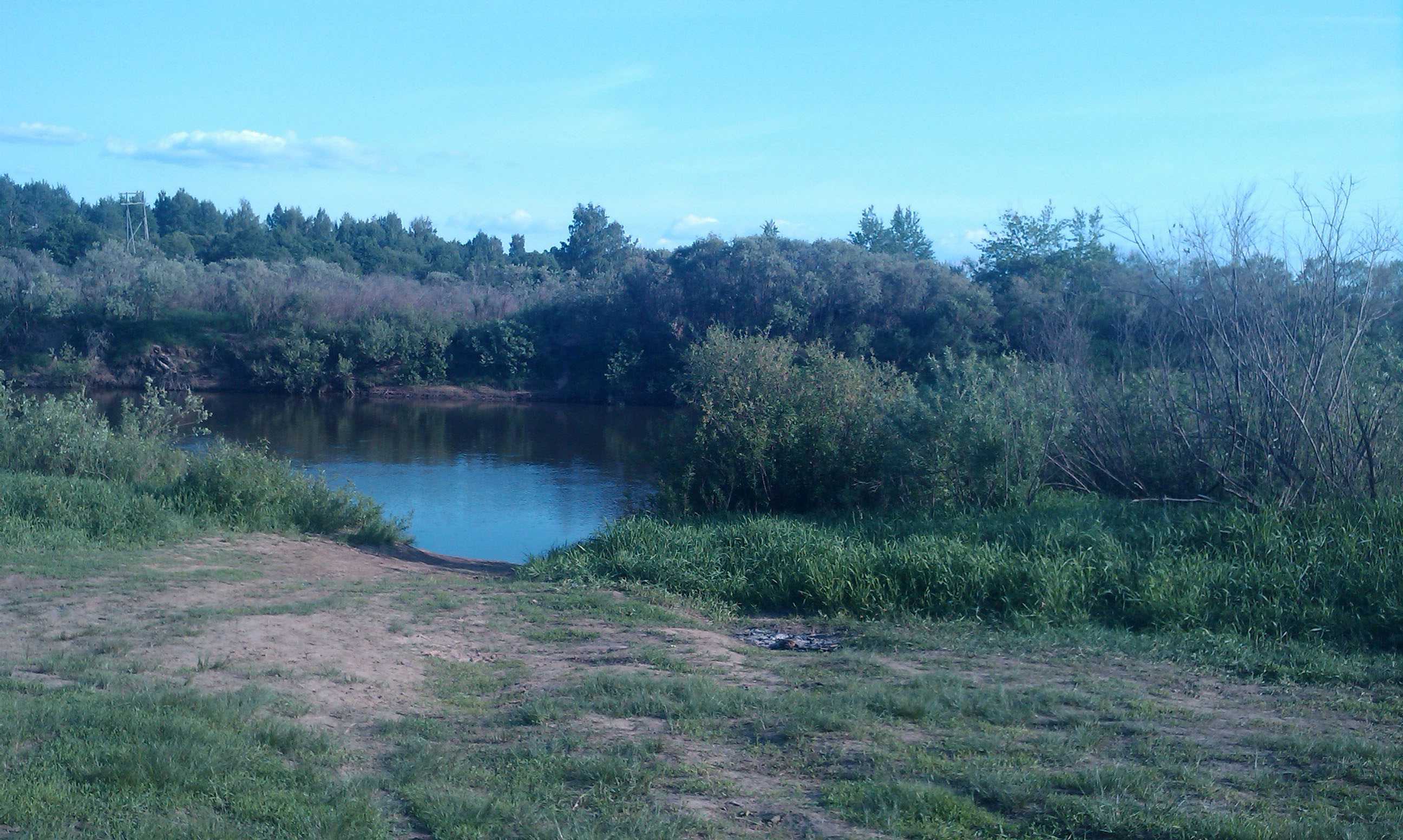
На этом месте на реке Днепр в июле-августе 1941 года проходила Соловьёвская переправа.

В период с 29 июля по 3 августа в составе двух полков (6-го и 175-го) действовала в составе 20-й армии. Заняв оборону в 20-30 км от Смоленска фронтом на север, дивизия держала оборону в течение трёх дней, после чего начала отступление к днепровским переправам. 3 августа вновь оказалась в окружении. Майор Д. Ф. Михайловский отдал свой последний приказ уничтожить всю материальную часть и пробиваться к Соловьёвской переправе. Выбраться из кольца удалось немногим. Майор Д. Ф. Михайловский и подполковник Г. И. Бычков попали в плен.
Из воспоминаний участника переправы старшего врача полка Б. И. Феоктистова:

Единственным местом, где нет немцев, была понтонная переправа через Днепр в районе деревни Соловьёво. Вот на эту переправу устремились все. Это уже не было организованным отходом, это было бегство. Вперёд, то есть назад, рвались, обгоняя друг друга, машины, повозки, верховые, пешие. Среди машин и повозок много санитарных, с ранеными. Подгоняемые страхом, уже никто не уступал им дорогу, все рвались к переправе. Когда мы подъехали на своей повозке к переправе, то увидели море людей и всевозможного транспорта. Самой переправы не было видно, к ней не подступиться. Образовалась пробка, пропустить которую «ниточка» понтонного моста была не в состоянии. Немецкие самолёты безнаказанно бомбили и обстреливали скопище возле переправы. Это был кошмар. Вой сирен, взрывы бомб, крики раненых и людей, обезумевших от страха. Люди бегут, раненые ползут, таща за собой окровавленные лоскуты одежды, длинные полосы бинтов с соскочивших повязок. … Каждый из нас высматривал, куда бы отползти подальше от этой жуткой картины, безнаказанного избиения людей.
В период с 13 по 16 августа 1941 года переформирована в 1-ю танковую дивизию в районе Кокушкино (15 км севернее Дорогобужа) в составе 20-й армии.
21 сентября 1941 года был получен Приказ Народного комиссара обороны Союза ССР № 311, от 21 сентября 1941 года, о присвоении за боевые заслуги личного состава 1-й танковой дивизии почётного звания Гвардейская и преобразовании соединения в 1-ю гвардейскую мсд.

### Преемники
- 1-я танковая дивизия (2-го формирования)
- 1-я гвардейская стрелковая дивизия (формирования 1943 года)
- 1-я гвардейская механизированная дивизия
- 1-я гвардейская мотострелковая дивизия (формирования 1957 года)
- 7-я гвардейская отдельная мотострелковая бригада
- Отдельный гвардейский мотострелковый полк Балтийского флота

## В составе
| Фронт (округ)       | Армия            | Корпус     | Примечания                  |  |
| ------------------- | ---------------- | ---------- | --------------------------- |  |
| 22 июня 1941 года   | Резерв Ставки ГК | 20-я армия | 7-й механизированный корпус |  |
| 1 июля 1941 года    | Резерв Ставки ГК | 20-я армия | 7-й механизированный корпус |  |
| 1 августа 1941 года | Западный фронт   | 20-я армия | 5-й механизированный корпус |  |

## Состав
- управление
- 6-й мотострелковый полк,
- 175-й мотострелковый полк,
- 12-й танковый полк,
- 13-й артиллерийский полк,
- 123-й отдельный истребительно-противотанковый дивизион,
- 300-й отдельный зенитный артиллерийский дивизион,
- 93-й разведывательный батальон,
- 22-й самоходно-артиллерийский полкерный батальон,
- 28-й отдельный батальон связи,
- 165-й артиллерийский парковый дивизион,
- 87-й медико-санитарный батальон,
- 45-й автотранспортный батальон,
- 54-й ремонтно-восстановительный батальон,
- 29-я рота регулирования,
- 30-й пхз,
- 107-я дивизионная артиллерийская мастерская,
- 218-я полевая почтовая станция,
- 364-я полевая касса Госбанка.

## Награды дивизии
- 31 августа 1941 года — Орден Красного Знамени — награждена указом Президиума Верховного Совета СССР от 31 августа 1941 года за образцовое выполнение боевых заданий командования на фронте борьбы с германским фашизмом и проявленные при этом доблесть и мужество[14]

### Награды частей дивизии
- 6-й мотострелковый ордена Красной Звезды[15] полк

## Командиры дивизии
- Биричев, Иван Иванович, полковник — (19.08.1939 — 23.06.1940)
- Лелюшенко, Дмитрий Данилович, генерал-майор — (23.06.1940 — 10.03.1941)
- Крейзер, Яков Григорьевич, полковник — (11.03.1941 — 12.07.1941)
- и. о. Глуздовский, Владимир Алексеевич, полковник — (12.07.1941 — 26.07.1941)
- и. о. Михайловский, Дмитрий Фёдорович, майор — (26.07.1941 — 01.08.1941)
- Крейзер, Яков Григорьевич, полковник (с 07.08.1941 генерал-майор) — (01.08.1941 — 18.08.1941)

## Отличившиеся воины дивизии
- Дмитриев, Николай Михайлович, красноармеец — наводчик орудия 123-го отдельного истребительно-противотанкового дивизиона.
- Крейзер, Яков Григорьевич, полковник — командир дивизии.

## Память
- В Москве есть площадь Московско-Минской Дивизии.